# Anul ce-a trecut
„Anul ce-a trecut” (titlu original: „Yesteryear”) este al 2-lea episod din primul sezon al serialului TV american științifico-fantastic Star Trek: Seria animată. A avut premiera la 15 septembrie 1973 pe canalul NBC.
Episodul a fost regizat de Hal Sutherland după un scenariu de D. C. Fontana, consultant și scenarist al seriei originale.

## Prezentare
Spock trebuie să călătorească în propriul trecut pentru a salva varianta sa mai tânără dintr-o primejdie.

## Rezumat
Este o continuare a episodului "The City on the Edge of Forever" din seria originală.
Nava Enterprise călătorește spre Planeta Timpului, ducând cu ea trei istorici care vor să studieze anumite perioade din trecut. Kirk și Spock fac și ei o călătorie în timp și, la întoarcere, descoperă că linia temporală a lui Spock a fost alterată. El a murit în timpul unei încercări din copilărie, iar locul său pe navă a fost luat de andorianul Thelin. Spock își amintește că, în istoria pe care o știe el, un văr îndepărtat pe care nu l-a mai văzut ulterior i-a salvat viața în ziua care, în acest curs temporal, reprezintă momentul morții sale.
Vulcanianul își dă seama că acel văr necunoscut este chiar el, venit prin timp pentru a salva de la moarte versiunea sa mai tânără și că, dacă vrea să readucă timpul în matca lui, trebuie să facă acea călătorie în trecut, având grijă să nu altereze în alt mod linia timpului. Călătoria este încununată cu succes și Spock reușește să salveze de la moarte versiunea sa mai tânără, iar la întoarcere constată că linia temporală s-a reparat și el face din nou parte din ea.

## Actori ocazionali
- Mark Lenard - Sarek
- Billy Simpson - tânărul Spock
- Keith Sutherland - tânărul Sepek